# Mutiny (film, 2026)
Pour les articles homonymes, voir Mutiny.
Pour plus de détails, voir Fiche technique et Distribution.
Mutiny est un film américano-britannique réalisé par Jean-François Richet et dont la sortie est prévue en 2026.

## Synopsis
Ancien membre des forces spéciales et de la police de New York, Cole Reed travaille désormais dans la sécurité privée. Il est accusé du meurtre d'un ami milliardaire thaïlandais, Tibu. En cherchant le véritable coupable, Colde va peu à peu découvrir une conspiration internationale,.

## Fiche technique
Sauf indication contraire, les informations mentionnées dans cette section peuvent être confirmées par la base de données cinématographiques IMDb,  présente dans la section « Liens externes ».
- Titre original : Mutiny
- Réalisation : Jean-François Richet
- Scénario : Lindsay Michel et J. P. Davis
- Décors : Russell De Rozario
- Production : Marc Butan et Jason Statham

Coproducteurs : Joshua Cassar Gaspar et Alon Michael Hattingh
- Sociétés de production : Punch Palace Productions et MadRiver Pictures
- Sociétés de distribution : Lionsgate Films (États-Unis, Canada), SND (France)
- Budget : N/A
- Pays de production :  Royaume-Uni,  États-Unis
- Langue originale : anglais
- Format : couleur
- Genre : thriller, action
- Date de sortie[3] :
  - États-Unis : 9 janvier 2026 Date sujette à modification

## Distribution
- Jason Statham : Cole Reed
- Annabelle Wallis
- Jason Wong : Taran
- Ben Cartwright : le lieutenant Underwood
- Roland Møller
- Adrian Lester

## Production

### Genèse et développement
Lors du Marché du film de Cannes en mai 2024, il est annoncé que Lionsgate a acquis une partie des droits de distribution de Mutiny, un film d'action réalisé par Jean-François Richet et porté par Jason Statham. Ce dernier produit également le film via sa société Punch Palace Productions, avec l'aide de MadRiver Pictures (en). Il est précisé que le script a été écrit par Lindsay Michel et J. P. Davis (en),,.
En septembre 2024, Annabelle Wallis est annoncée face à Jason Statham. En octobre, elle est rejointe par Jason Wong.

### Tournage

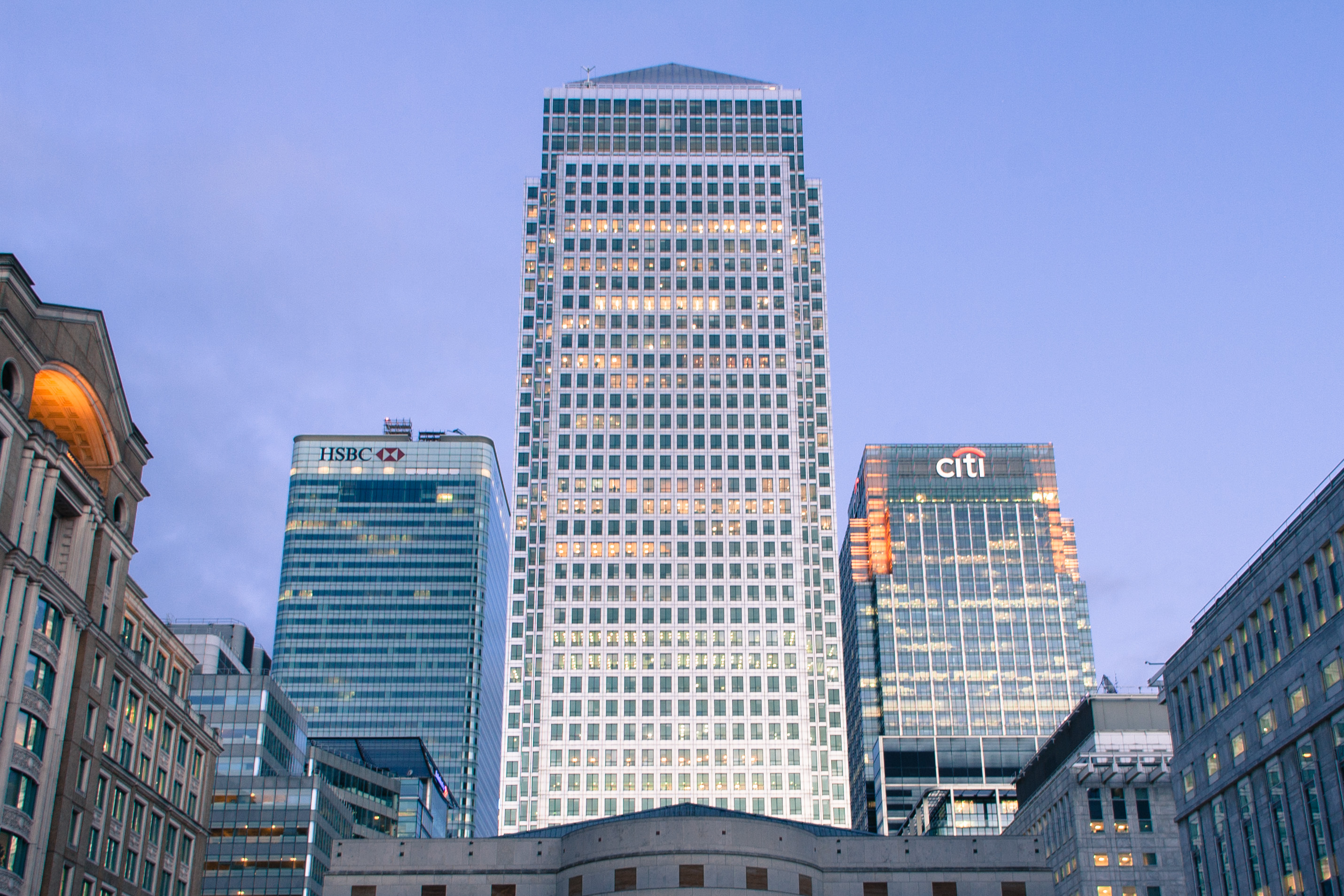
Le building One Canada Square à Londres a servi de décor au film

Le tournage débute en septembre 2024 au Royaume-Uni,. Certains séquences sont tournées dans le quartier de Canary Wharf, dont le One Canada Square, l'un des plus haut gratte-ciel habitable de Londres. La production se poursuit ensuite à Malte.

## Sortie et accueil
Lionsgate Films achète les droits de distribution pour l'Amérique du Nord peu avant le Marché du film de Cannes de mai 2024, au cours duquel sont vendus les droits pour le reste du monde. Sky Original Film acquiert les droits pour le Royaume-Uni pour une sortie en salles et sur sa plateforme Sky Cinema.